# Union des travailleurs d'Antigua-et-Barbuda
Pour les articles homonymes, voir AWU.
L'Antigua Workers' Union (AWU - Union des travailleurs d'Antigua) ou Antigua and Barbuda Workers' Union est une organisation syndicale d'Antigua-et-Barbuda, fondée en 1967 par une scission d'avec l'Antigua Trades and Labour Union menée par George Walter. En avril 1968, elle participe à la fondation du Mouvement travailliste progressiste. Elle est affiliée à la Confédération syndicale internationale.